# R-9 (Montenegro)
De R-9 of Regionalni Put 9 is een regionale weg in Montenegro. De weg loopt van Murino via Plav naar Gusinje en is 19 kilometer lang. 